# امیلی ژووه
امیلی ژووه (به فرانسوی: Émilie Jouvet، زادهٔ ۲۹ ژوئیه ۱۹۷۶)، کارگردان فیلم، عکاس، هنرپیشه و تهیه‌کننده فیلم فرانسوی است.

## زندگی‌نامه
امیلی ژووه دانش‌آموختهٔ «مدرسهٔ عالی عکاسی» (ENSP) در شهر آرل، تنها مؤسسهٔ آموزش انحصاری عکاسی در فرانسه است. در ۲۰۰۶، اولین فیلم بلند خود را با عنوان «One Night Stand» بر پایهٔ روابط زنان تراجنسی ساخت. فیلم مستند «Too Much Pussy !» از دیگر ساخته‌های فمینیستی او در سال ۲۰۱۰ است که با اقبال زیادی روبرو شد و جوایز متعددی را نظیر جایزهٔ فستیوال فیلم بلفور، برایش به ارمغان آورد. نسخهٔ دیگر این فیلم با عنوان «Much More Pussy» در ۲۰۱۱ به روی پرده سینما رفت.